# 蕭達魯古
萧达鲁古（?—?），辽朝大臣，契丹族遥辇嘲古可汗宫分人。
萧达鲁古为人奸险，辽道宗清宁年间，党附权臣枢密使耶律乙辛，受到擢拔，转任旗鼓拽剌详隐。大康三年（1077年），耶律乙辛诬太子耶律濬谋废立，致太子被贬为庶人，囚禁在上京（今内蒙古巴林左旗南）。他受耶律乙辛派遣，与近侍直长撒把秘密奔赴上京。同留守萧挞得夜间领力士至囚室，假称有恩赦，召太子出来后杀了他，把太子的首级放到盒子里带回去，诈称得病而亡。事毕，擢国舅详稳。耶律濬的儿子天祚帝即位后，搜捕耶律乙辛之党，萧达鲁古贿赂获免，而病而亡。

## 延伸阅读
[在维基数据编辑]
 《遼史·卷111》，出自脱脱《遼史》